# Irmgard Meinhold
Irmgard Meinhold (* 10. Juli 1871 in Schweinsburg bei Zwickau; † 24. April 1953 in Dresden; vollständiger Name: Johanna Irmgard Meinhold) war eine deutsche Malerin.

## Leben
Irmgard Meinhold studierte in Dresden bei Carl Bantzer und Robert Sterl. Danach studierte sie bei Fernand Cormon in dessen Malschule Atelier Cormon in Paris. Sie unternahm Reisen in den Orient, nach Russland und nach Schweden.
In Dresden war sie 1904 Gründungsmitglied der Gruppe Dresdner Künstlerinnen, Ortsverband Dresdner Künstlerinnen, des 1908 neu gegründeten Bundes deutscher und österreichischer Künstlerinnenvereine. Sie war Mitglied der Dresdner Kunstgenossenschaft und der Allgemeinen Deutschen Kunstgenossenschaft. Sie war auch Teil des „Loschwitzer Kreises“ um die fünf Künstlerinnen Anna Elisabeth Angermann, Katharina Krabbes, Hildegard von Mach, Irmgard Meinhold und Anna Plate, die ihr Atelier im Künstlerhaus Dresden-Loschwitz, Pillnitzer Landstraße Nr. 59, hatten. Irmgard Meinhold arbeitete von 1913 bis 1931 im Atelier H des Künstlerhauses.

## Werk
Irmgard Meinhold betätigte sich in erster Linie als Porträt- und Tiermalerin und als Radiererin.